# Parque de la Ciencia Fundadores
El Parque de la Ciencia Fundadores es un parque urbano y centro cultural en el centro de la Ciudad de Toluca. El parque fue inaugurado en noviembre de 2021 y es resultado de la remodelación de las antiguas plazas España y Ángel María Garibay.
Al noroeste del parque se encuentra la histórica iglesia de Nuestra Señora del Carmen, al poniente se encuentra el Palacio de Gobierno del Estado de México, al oriente se encuentra el Jardín botánico Cosmovitral y al sur del parque se encuentran la Plaza de los Mártires y el Palacio Legislativo del Estado de México.

## Historia

### Plaza España

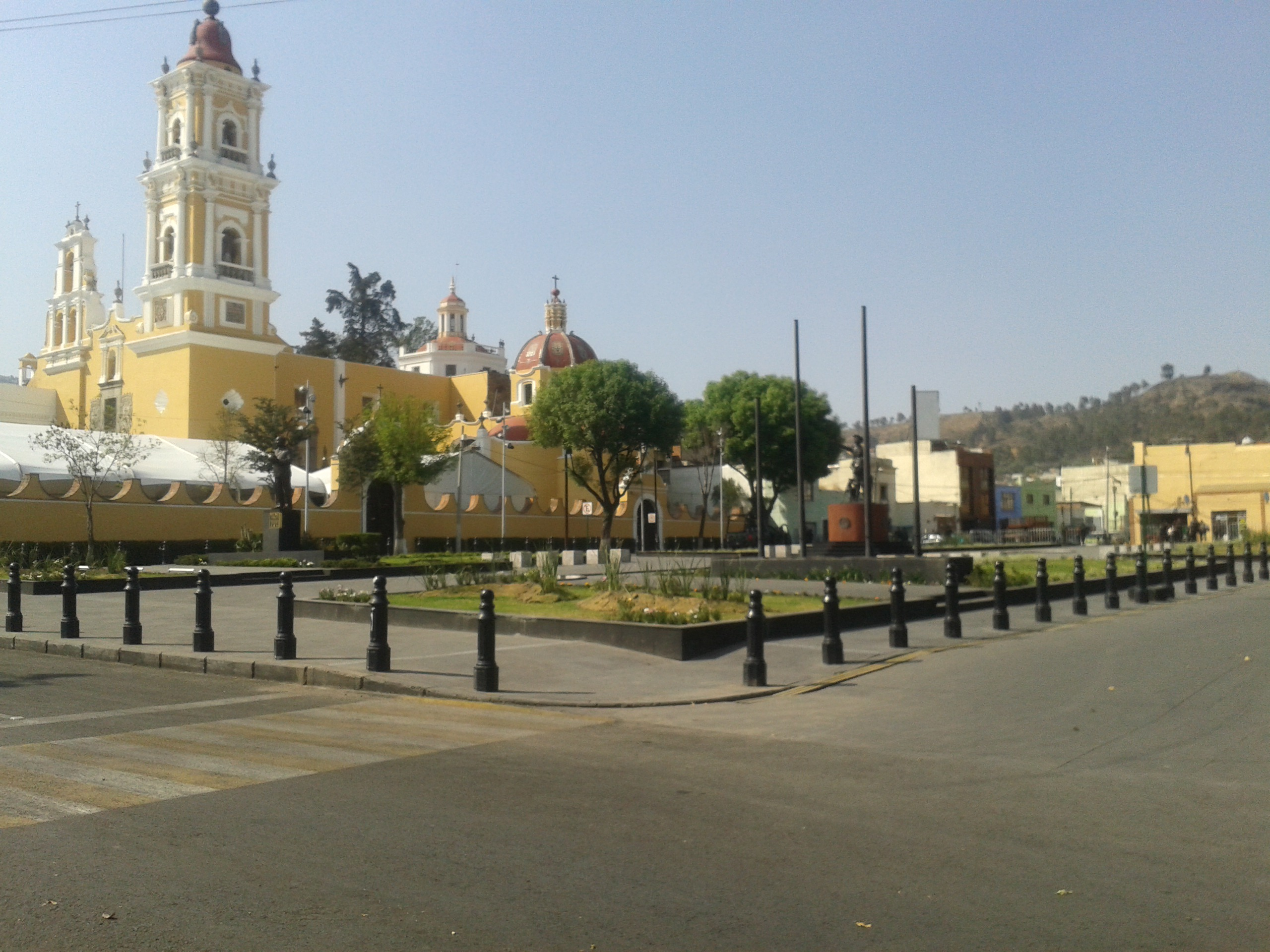
Templo del Carmen y la Plaza España a su derecha, febrero de 2014.

La plaza España, al costado oriental de la iglesia de Nuestra Señora del Carmen, fue inaugurada en 1910 por Porfirio Díaz y el embajador de España en México, el marqués de Polavieja, en la visita del embajador a Toluca para conmemorar el centenario de la independencia mexicana. Antes de 1910 la plaza era conocida como Plaza de la República.
En los años 1970 se colocó una estatua de Don Quijote de la Mancha y Sancho Panza. La estatua es obra del escultor Lorenzo Rafael.
En el 2008 se remodeló la plaza, en esta remodelación se demolieron las jardineras presentes en la plaza. En el 2012 en el lado suroeste de la plaza, se colocó la estatua de Nemesio Díez Riega, propietario del Deportivo Toluca Fútbol Club.
En el 2019 la delegación organizó una celebración cultural para los 109 años de la Plaza España.

### Plaza Ángel María Garibay

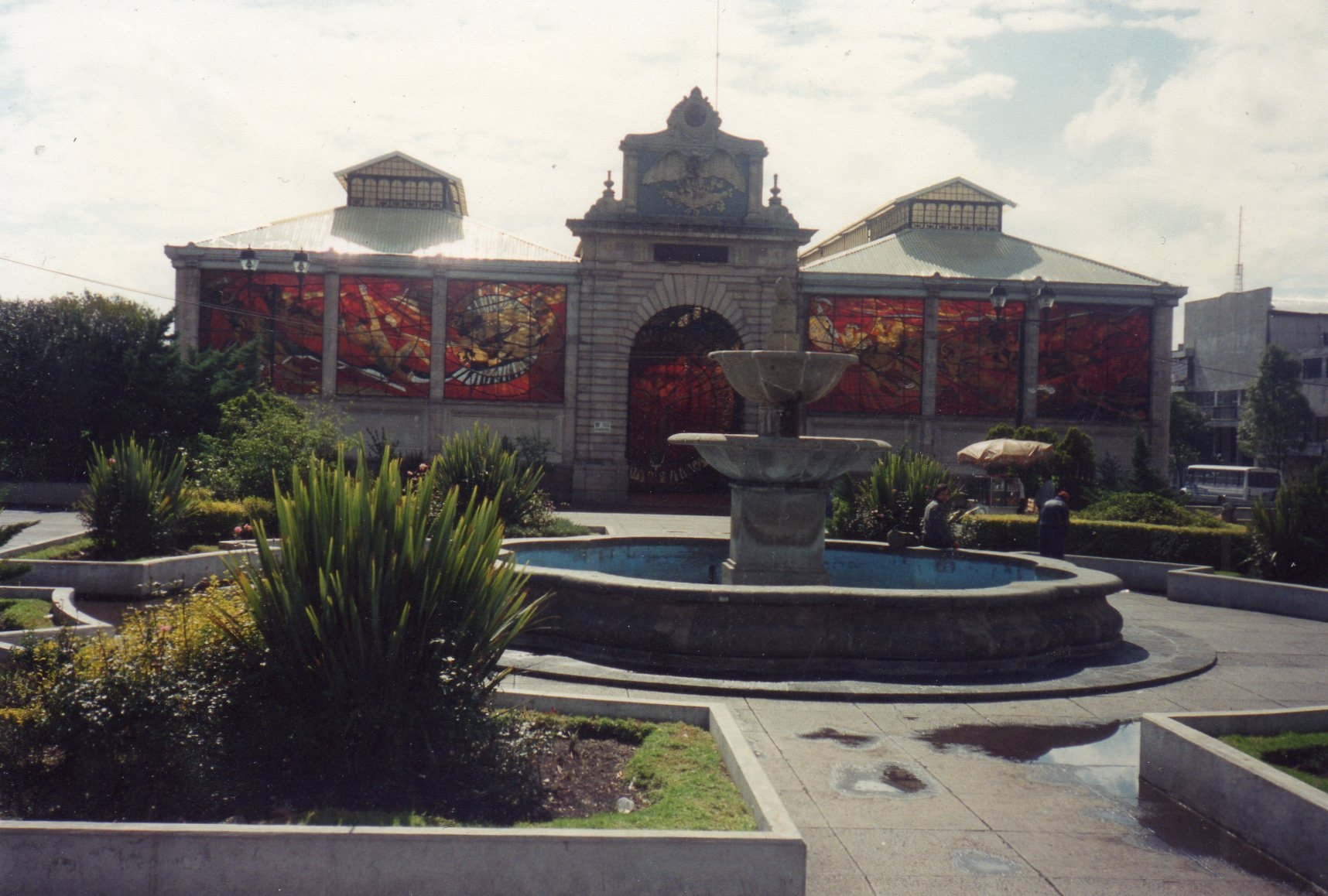
Jardineras y una fuente de la Plaza Ángel María Garibay, julio de 1993.

La plaza Ángel María Garibay fue inaugurada a inicios de la década de 1950 con la demolición de viviendas, negocios y callejones que se ubicaban entre las calles de General Prim y José María Arteaga (hoy llamadas Avenida Santos Degollado y Avenida Sebastián Lerdo de Tejada respectivamente), y entre la calle Primo de Verdad y el Cosmovitral. Entre los negocios que se demolieron se encontraban hoteles, pulquerías y ferreterías.
En 1970 se construyó un estacionamiento subterráneo bajo la plaza dividido en 3 secciones, dos de ellas destinadas a funcionarios del gobierno estatal y una destinada para el público en general. La plaza contaba con fuentes y jardineras, estas últimas fueron retiradas en 2009 para aligerar el peso sobre el estacionamiento que ya presentaba goteras y grietas en su interior.

### Parque de la Ciencia
En enero de 2020 se anunciaron planes de construir un planetario en la Plaza España y la construcción de un parque urbano en la plaza Ángel María Garibay como parte de la conmemoración de los 500 años de la fundación, en 1522, de Toluca de Lerdo por los españoles. La obra costaría 350 millones de pesos. Se inauguró en octubre de 2021.

## Galería

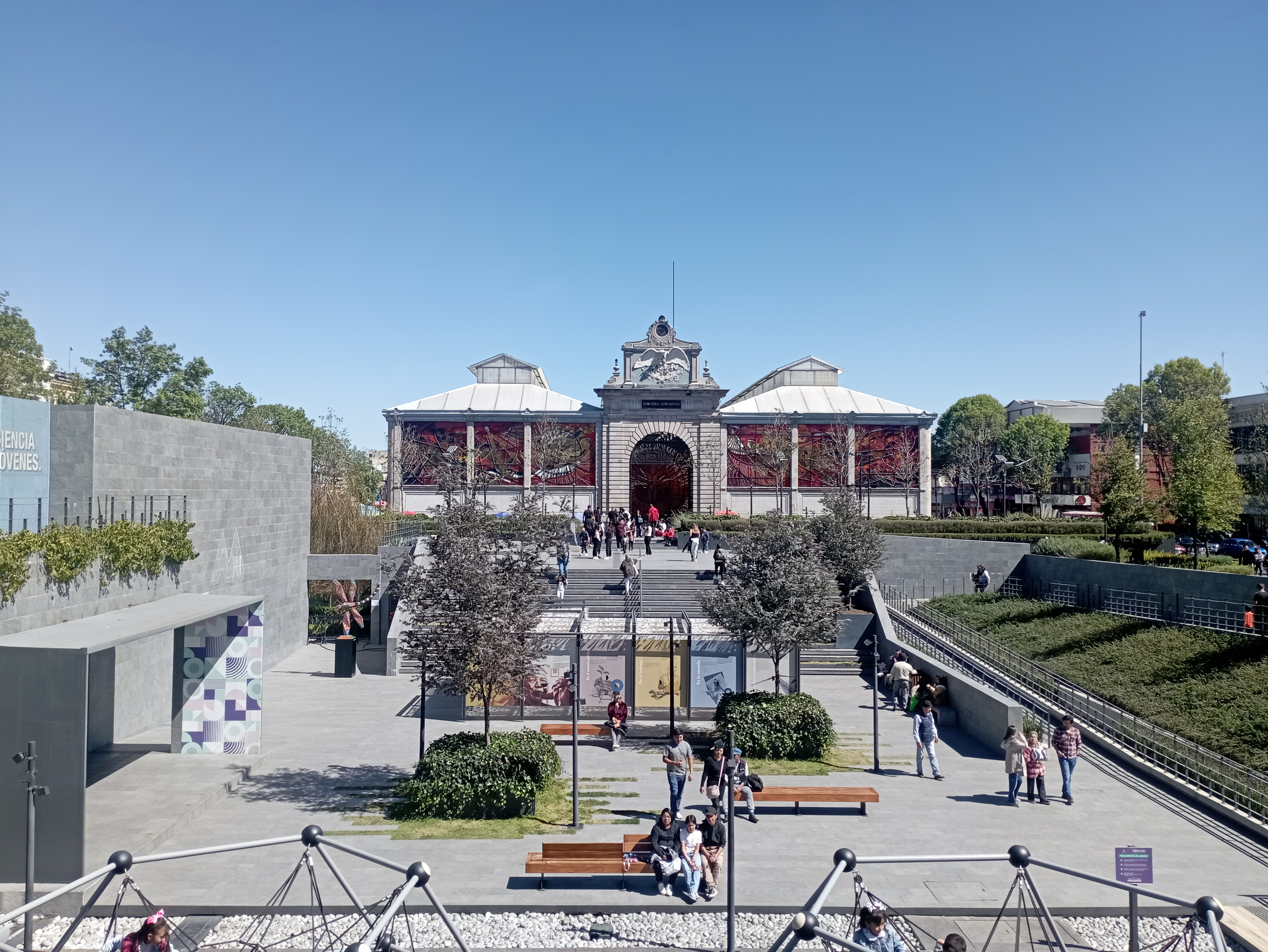
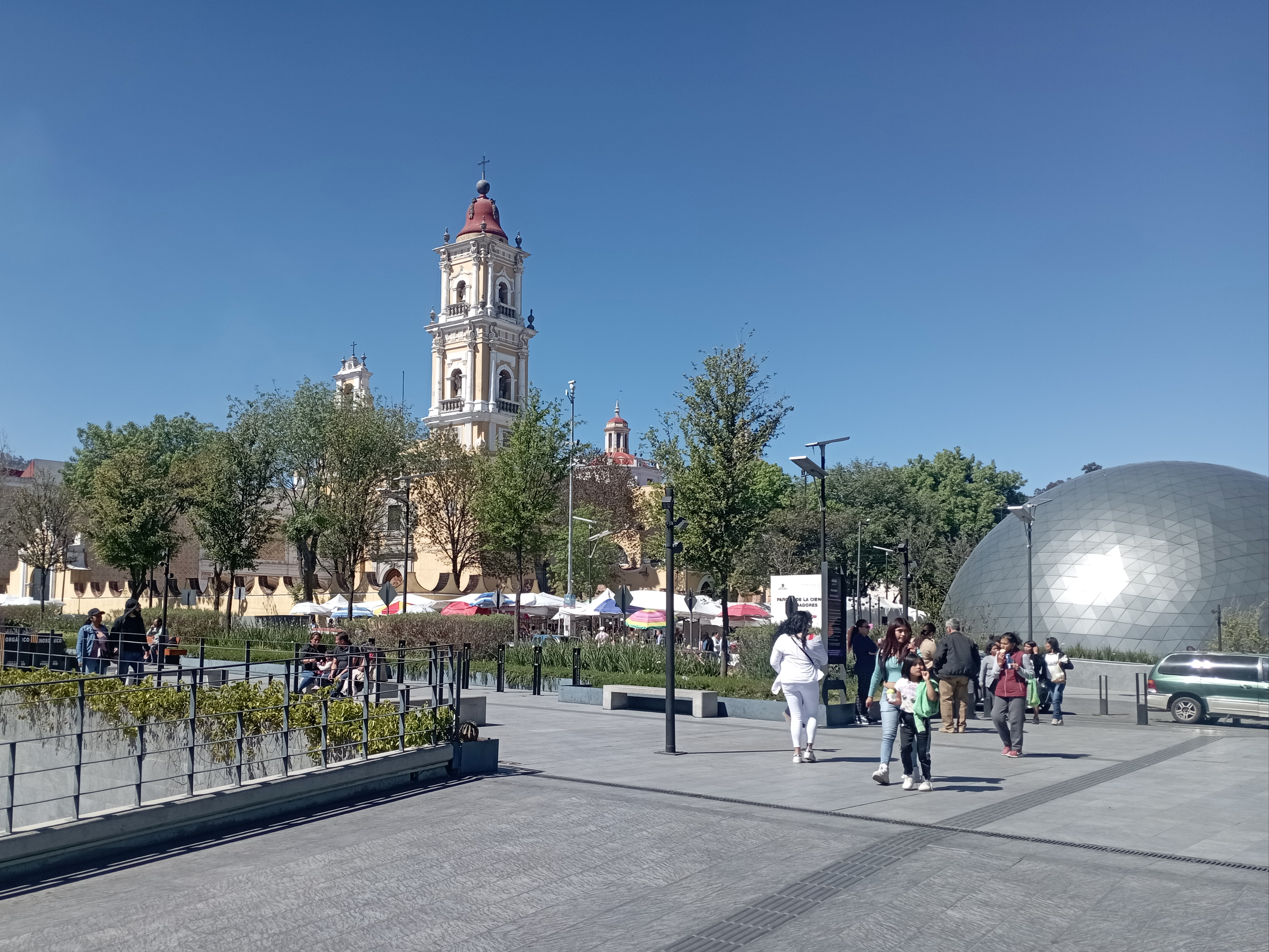
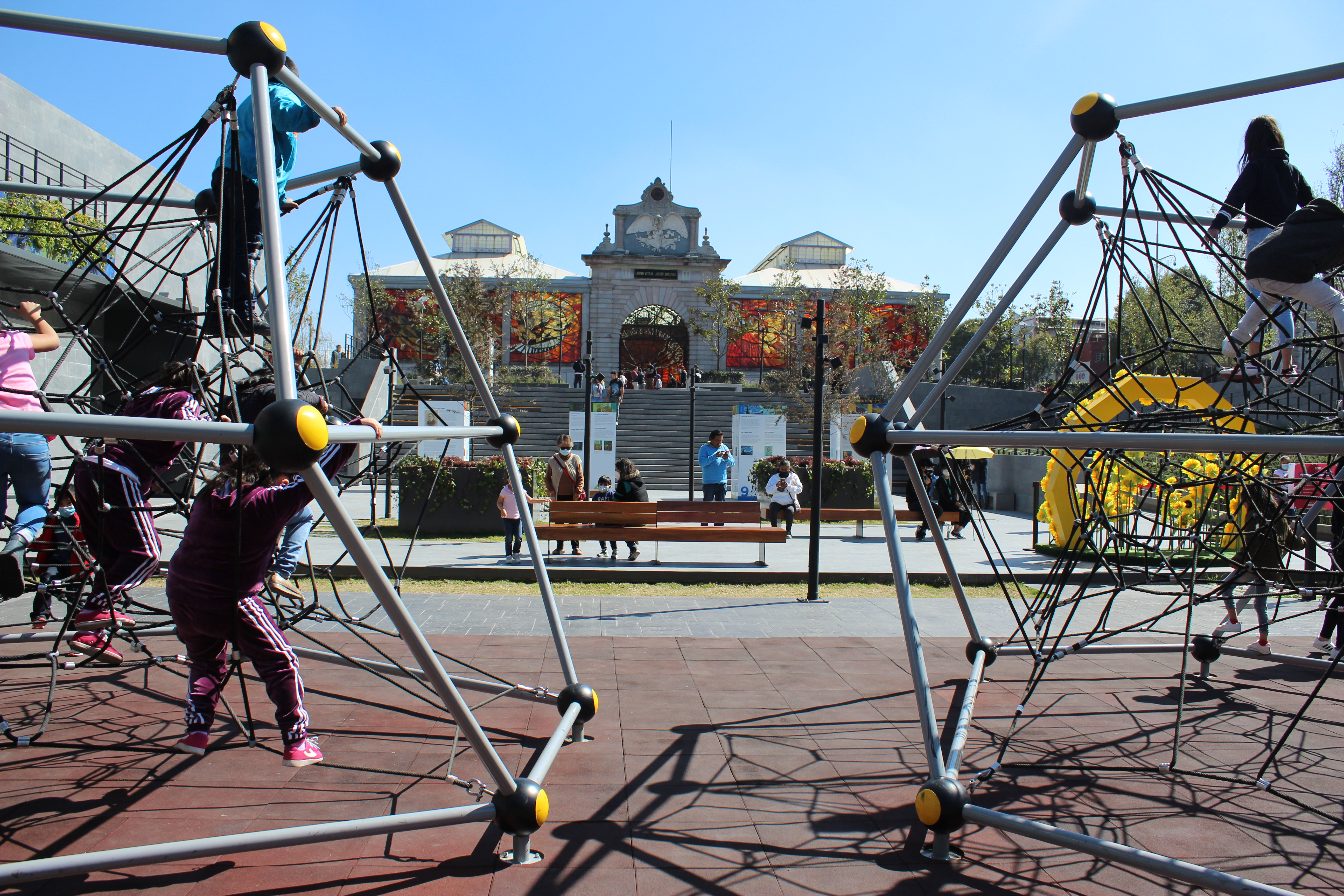
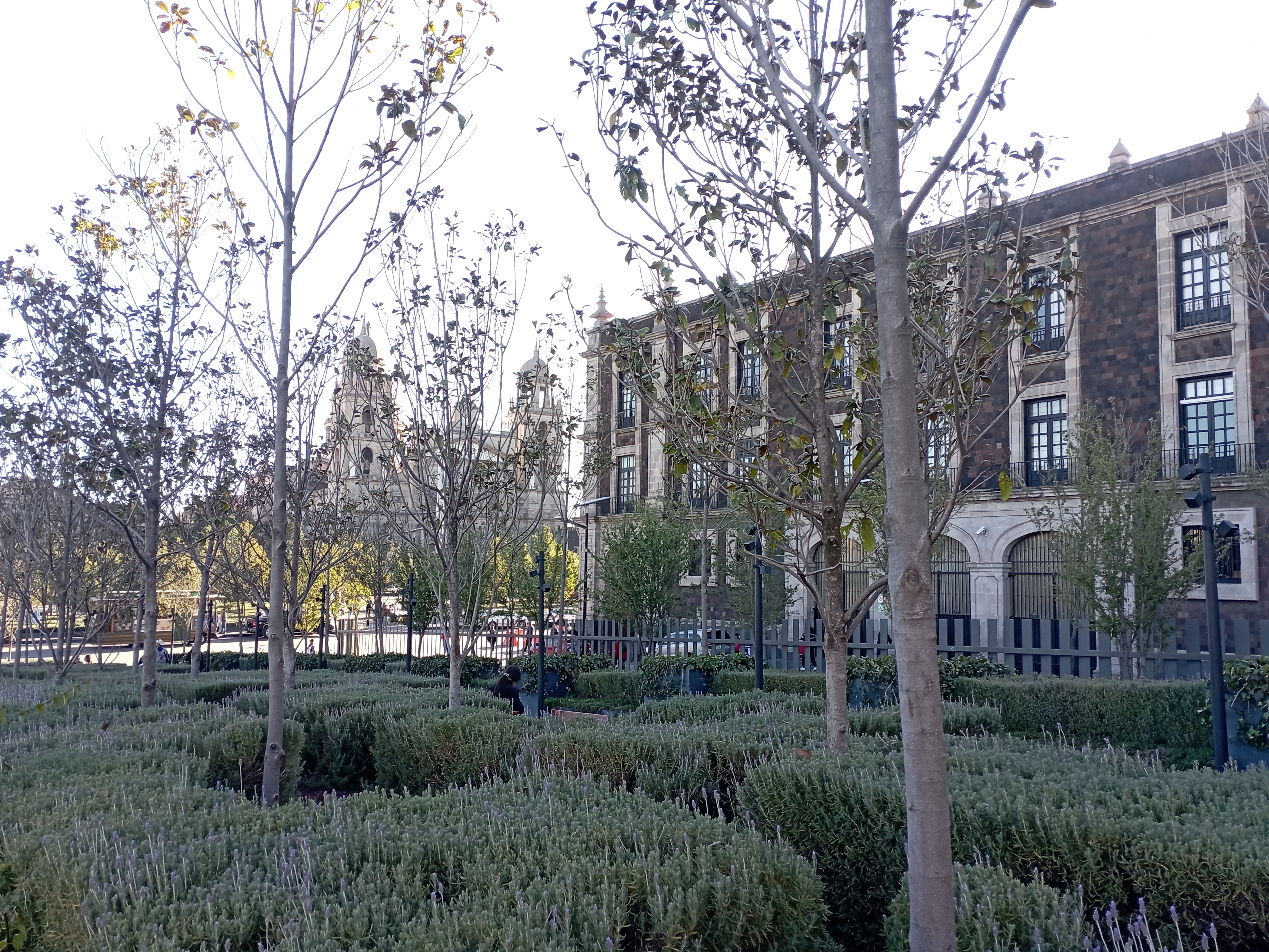
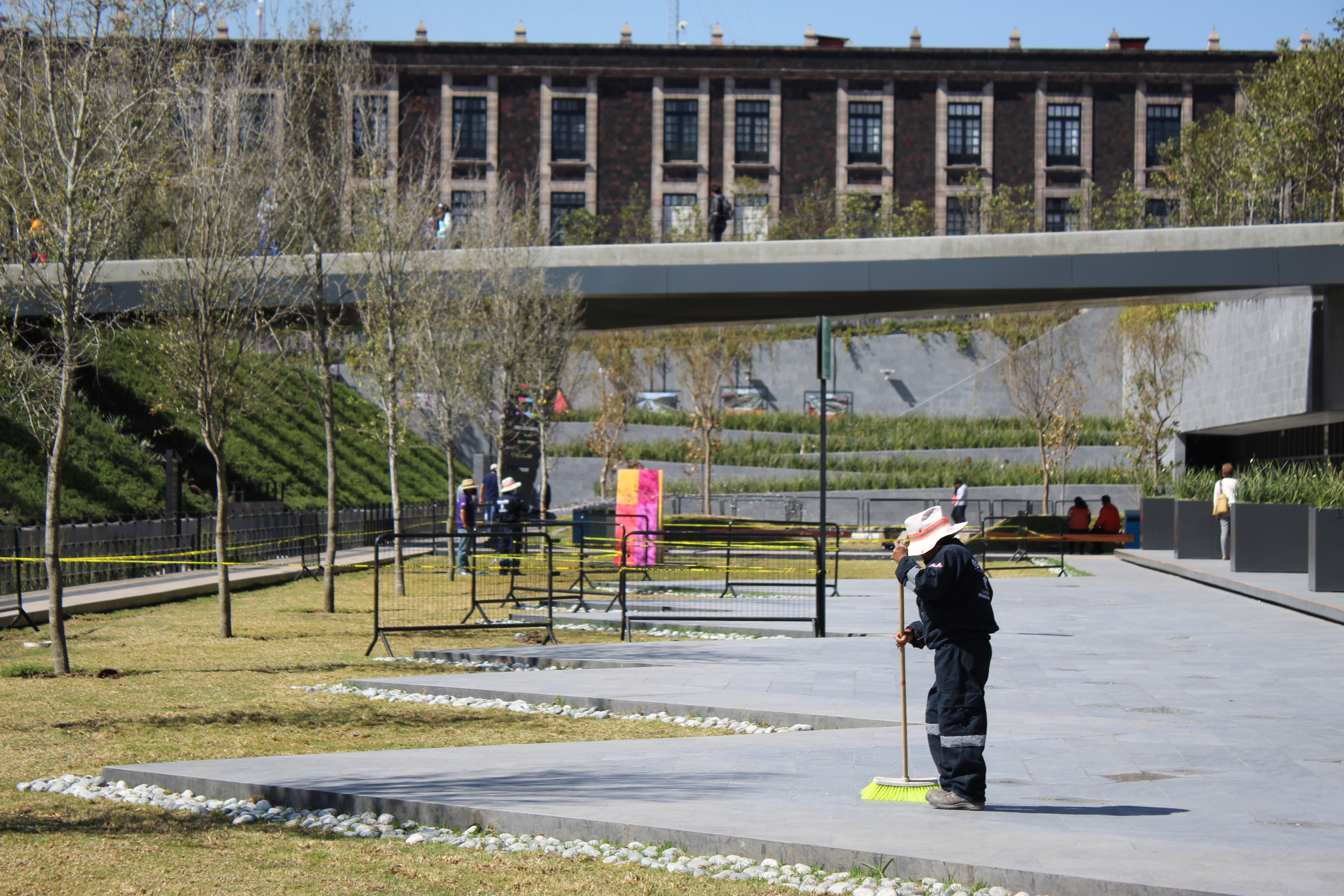
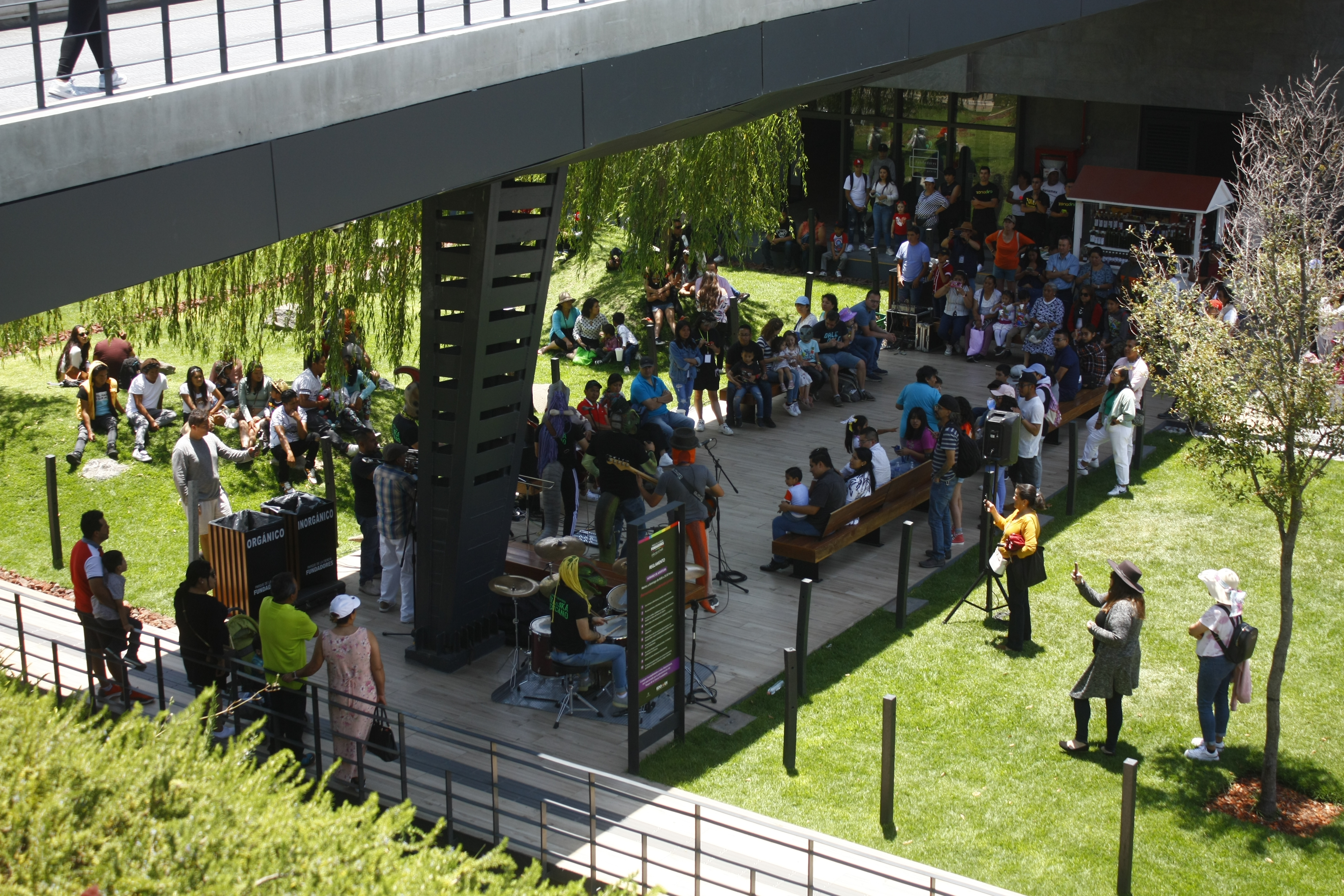
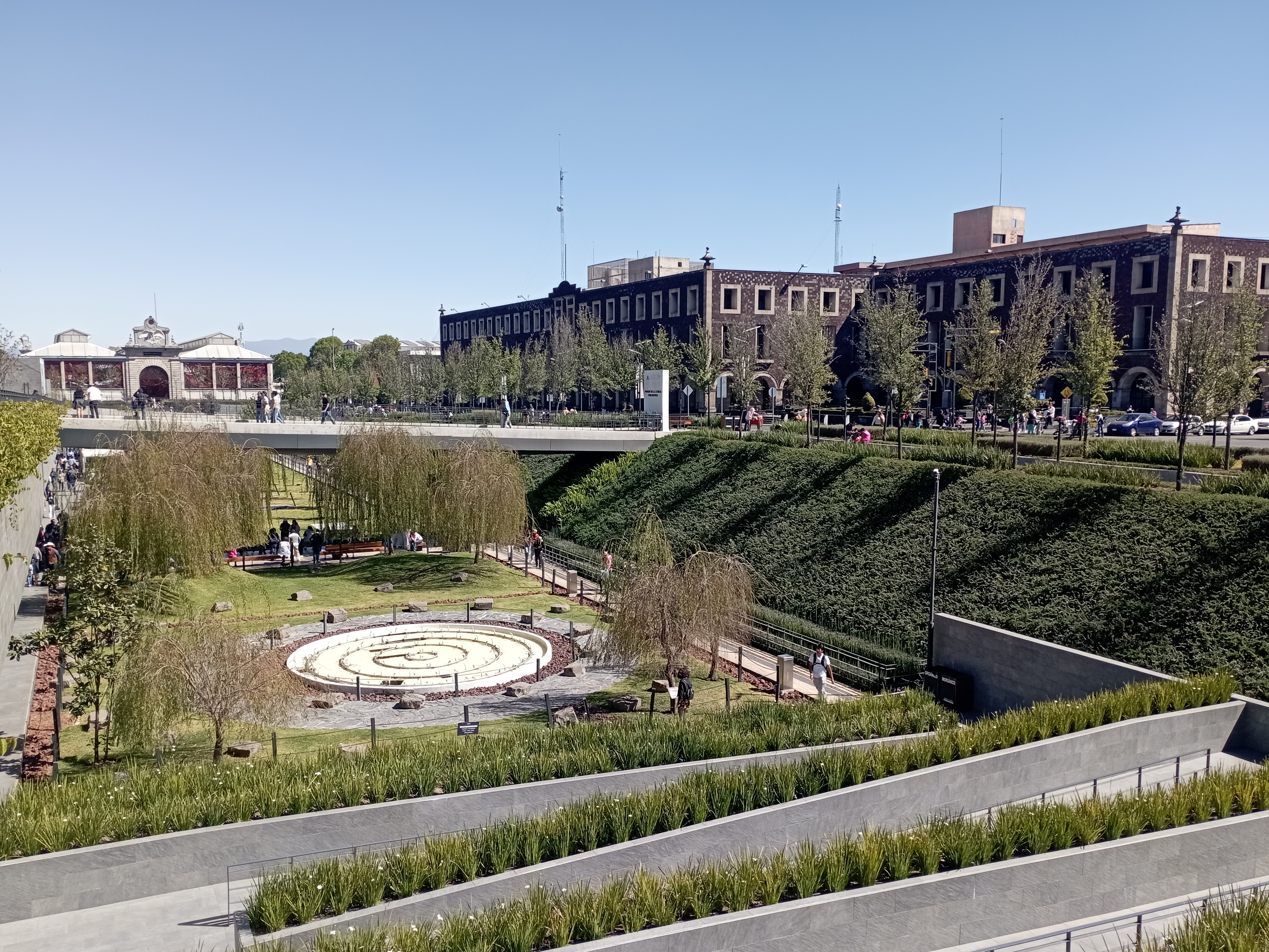